# 春雨 (村下孝蔵の曲)
「春雨」（はるさめ）は、村下孝蔵の楽曲。1981年1月21日にCBSソニーよりシングルが発売された。

## 解説
村下のデビュー2年目、2枚目のシングルとして発売された。また、同年発売のアルバム『何処へ』の6曲目として収録された。「北の宿から」みたいなイメージの楽曲を作ろうという意気込みで出来た楽曲であったという。
デビュー曲「月あかり」が大人の別れを歌っていたのに対して、本曲は同じ別れを描いてはいるが、登場人物が「月あかり」よりも若く青春の匂いがする曲になっている。「月あかり」の主人公が男性だったのに対して「春雨」の主人公は女性で、その後も村下は男女両方の視点から"恋"を描いていく。魚住勉は「主人公が男性であろうが、女性であろうが、そのどちらも聴き手が受ける印象はあまり変わらないのかもしれない。それは村下が"女は弱い性""男は強い性"といった固定的な概念を持たずに曲を作っていたからではないか。それは、村下のデビューが27歳と当時の基準では遅く、デビュー前に結婚して子供もいたこともあり、男女の関係も単に"男の夢"や"願望"で描くのではなく、現実を踏まえたうえでのロマンとして描いていたからではないだろうか」などと論じている。
当時の宣伝用のラジオCMは、すき焼きの具材を続けて読み、最後に「春雨」というオチのものであった。

## 収録曲
- 全曲、作詞・作曲:村下孝蔵

1. 春雨
  - 編曲:水谷公生
2. 歌人
  - 編曲:水谷公生／コーラスアレンジ:町支寛二

## 参考資料
- 『七夕夜想曲〜村下孝蔵最高選曲集 其の壱』（ライナーノーツ）村下孝蔵、Sony Music Direct、2009年8月。MHCL 20039。 – 初盤は2005年6月